# فيروس صغير ب19

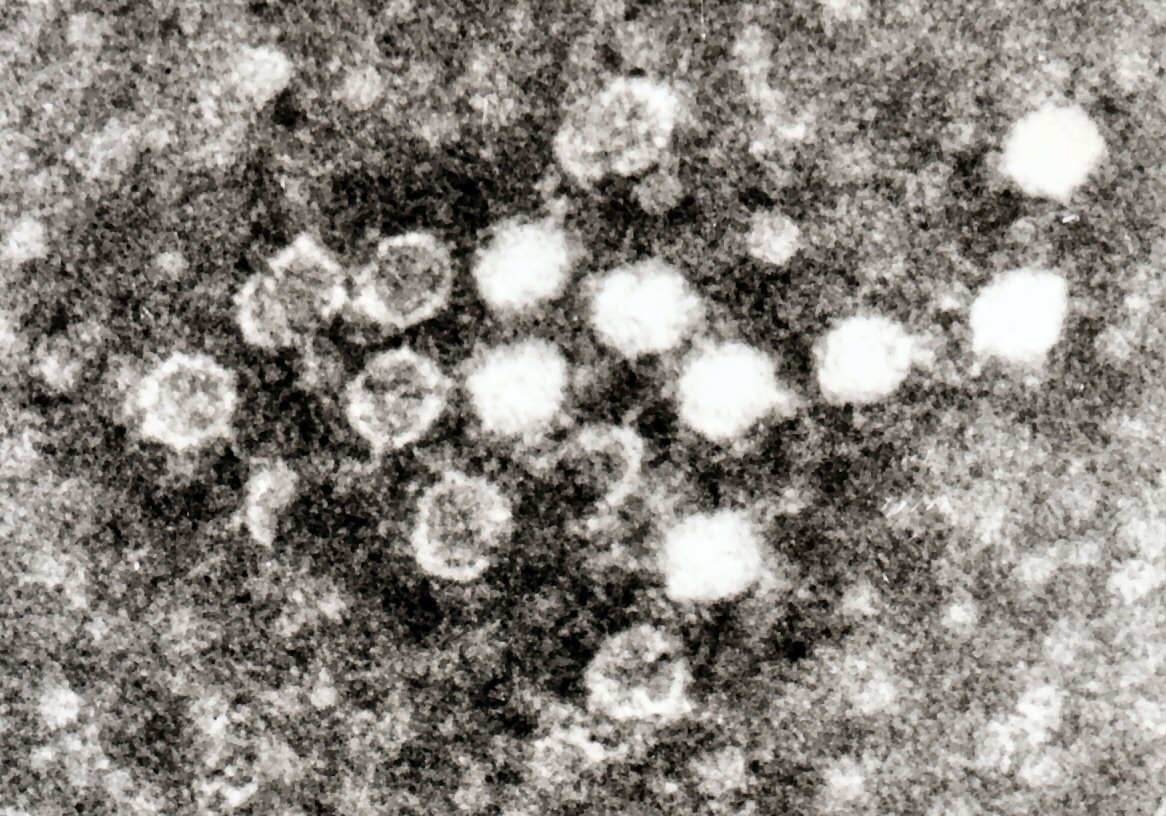
الفيروسات الصغيرة في الدم

فيروس الكريات الحمر الرئيسية الصغير 1، يُشار إليه باسم فيروس ب19 (بالإنجليزية: Parvovirus B19)‏، أو الفيروس الصغير ب19، أو فيروس الكريات الحمر ب19 في بعض الأحيان، أول فيروس بشري معروف (والوحيد حتى 2005) من فصيلة الفيروسات الصغيرة، جنس الفيروسات الحمراء الصغيرة؛ يبلغ قطره 23-26 نانومتر فقط. اشتُق الاسم من اللاتينية، وتعني كلمة بارفوم الشيء الصغير، ما يعكس حقيقة أن ب19 يصنف من أصغر فيروسات الدي إن إيه. يشتهر فيروس ب19 بإمراضيته لدى الأطفال؛ ويمكن أن يؤثر على البالغين أيضًا. يعتبر السبب التقليدي لطفح الطفولة المسمى بالمرض الخامس أو الحمامى العدوائية أو «متلازمة الخد المصفوع».
اكتُشف الفيروس صدفةً عام 1975 من قبل عالمة الفيروسات الأسترالية إيفون كوسارت. اكتسب اسم ب19 لأنه اكتُشف في الأنبوب ب19 ضمن سلسلة كبيرة من صفائح المعايرة الدقيقة.

## انتقاله
ينتشر الفيروس أساسًا عن طريق الرذاذ التنفسي للمصاب؛ ولكن، أُبلغ عن حالات من الانتقال عن طريق الدم. يبلغ خطر الإصابة الثانوية للأشخاص المعرضين للفيروس داخل المنزل حوالي 50٪، ونحو نصف هذه النسبة للمخالطين في الفصول الدراسية.

## العدوى
تبدأ الأعراض بعد ستة أيام من التعرض للفيروس (بين 4 و28 يومًا، بمتوسط 16 إلى 17 يومًا) وتستمر حوالي أسبوع. ينقل المرضى ذوي المناعة الطبيعية العدوى قبل أن تظهر عليهم الأعراض، لكن يرجح أن ظهور الأعراض يُوقِف العدوى. يعد الأفراد الحاملون للأجسام المضادة للغلوبيولين المناعي ج لفيروس ب19 محميين من العدوى المتكررة عمومًا، ولكن يمكن أن تحدث العدوى مجددًا في عدد قليل من الحالات. يعد نحو نصف البالغين منيعين ضد ب19 بسبب عدوى سابقة.

## علم الأوبئة
تُلاحظ زيادة كبيرة في عدد الحالات كل ثلاث إلى أربع سنوات؛ وكانت سنة 1998 آخر سنة وبائية لهذا الفيروس. يتفشى الفيروس في دور الحضانة والمدارس على وجه الخصوص.
تحدث العدوى بالفيروس الصغير ب19 لدى البشر فقط. لا يتأثر البشر بالفيروسات الصغيرة الخاصة بالقطط والكلاب. لا يوجد لقاح متاح للفيروس الصغير ب19، على الرغم من المحاولات المبذولة لتطويره.

## العلاج
في الوقت الحالي، لا تتوافر علاجات تستهدف الفيروس الصغير ب19 استهدافًا مباشرًا. اعتُبر العلاج بالغلوبيولين المناعي الوريدي (آي في آي جي) بديلًا شائعًا، إذ مكّن الأطباء من تطبيقه دون إيقاف أدوية العلاج الكيميائي مثل ميل-أيه إس سي تي. بالإضافة إلى ذلك، يُحدث العلاج آثارًا جانبية نادرة، إذ حدثت اختلاطات لدى 4 مرضى فقط من أصل 133 مريضًا (عانى اثنان منهم من أذية حادة في الكليتين وأُصيب اثنان آخران بالوذمة الرئوية)، وذلك على الرغم من وجود سوابق زرع أعضاء لدى 69 مريضًا منهم وإصابة 39 آخرين بفيروس نقص المناعة المكتسبة. أحدث هذا العلاج تحسنًا كبيرًا مقارنة بالعلاج بالريتوكسيماب. ثبت أن الجسم المضاد أحادي النسيلة ضد بروتين سي دي 20 يسبب التهاب كبد حاد، وقلة الخلايا المتعادلة بسبب تنشيطه الفيروس الصغير ب19، أو تعزيز العدوى الموجودة. مع ذلك، من المهم ملاحظة أن العلاج بالغلوبيولين المناعي الوريدي ليس مثاليًا، إذ يعاني 34٪ من المرضى المعالجين به من الانتكاس بعد 4 أشهر.

### التلقيح
حتى عام 2017، لم يتوافر لقاح بشري معتمد ضد الفيروس الصغير ب19.